# Tutorial
|  | Pel tutorial sobre la Viquipèdia, vegeu Viquipèdia:Guia bàsica. |

Un tutorial (del mot en llatí tueri: “protegir o vigilar”) és un mètode de transferència de coneixement o un sistema instructiu d'autoaprenentatge que es pot utilitzar com una part d'un procés d'aprenentatge.

## Etimologia
El Consell Supervisor del TERMCAT ha acceptat la forma tutorial en lloc de programa d'aprenentatge, que es va proposar l'any 2000 però que no ha aconseguit substituir el calc anglès i implantar-se. El terme tutorial, que és un substantiu masculí, designa el recurs didàctic en suport electrònic que mostra, d'una manera detallada, els passos que ha de seguir un usuari per a poder executar autònomament un procés determinat o per a assolir gradualment un coneixement específic. Els tutorials poden ser programes informàtics interactius, vídeos o bé documents amb il·lustracions o captures de pantalla.
Lingüísticament, tutorial és un calc de l'anglès, d'ús estès també en la resta de llengües romàniques: tutorial, en castellà; tutoriel, en francès; tutoriale, en italià; tutorial, en portuguès. Malgrat que és un calc, és justificable en català a partir del substantiu tutor (“Professor responsable de l'educació individual dins un grup d'alumnes” o “Guia, conseller, defensor, d'algú, en qualsevol afer o qüestió”, segons el diccionari normatiu), per l'adjunció del sufix -al (del llatí -alis, que significa ‘relatiu o pertanyent a') a la forma llatina tutor, tutōris. En el cas de tutorial hi ha, a més, una substantivació posterior. Semànticament, tutorial posa l'èmfasi en la característica de ‘guies' d'aquest tipus de recursos i reflecteix millor els diferents tipus de tutorials existents actualment.

## Funcionament
Un tutorial és més interactiu i específic que un llibre o una conferència, ja que pretén ensenyar amb l'exemple i mostren a l'usuari el desenvolupament d'algun procediment o els passos per realitzar determinada tasca.
Un tutorial normalment consisteix en una sèrie de passos que van augmentant el nivell de dificultat i enteniment. Per aquest motiu, és millor seguir els tutorials en la seva seqüència lògica perquè l'usuari entengui tots els components.
Un sistema de tutorial típic inclou quatre grans fases:
- Fase introductòria: genera motivació i se centra l'atenció
- Fase d'orientació inicial: es dona la codificació, emmagatzematge i retenció del que s'ha après
- Fase d'aplicació: evocació i transferència del que s'ha après
- Fase de retroalimentació: en què es demostra que s'ha après i s'ofereix retroinformació i reforç (Galvis, 1992).

## Acadèmia

### Tutorials a les universitats
En el llenguatge acadèmic britànic, un tutorial és una petita classe d'un o més estudiants, en la qual el tutor (un professor o un altre membre del personal acadèmic) ofereix atenció individual als estudiants. El sistema tutorial a la Universitat d'Oxford i de Cambridge és fonamental als mètodes d'ensenyament en les universitats, el Heythrop College (Universitat de Londres), per exemple, també ofereix un sistema de tutories individuals. A Cambridge, els tutorials es consideren una supervisió.
A les universitats de Sud-Africa, Austràlia i Nova Zelanda, un tutorial (col·loquialment anomenat tute o tut a Sud-àfrica) és una classe de 10 a 30 estudiants. Aquests tutorials són molt similars al sistema canadenc, on els tutorials solen ser dirigits pels cum laude o estudiants de postgrau, que reben el nom de Tutor.
En la universitat de St. John's College (Annapolis/Santa Fe) i en altres universitats dels Estats Units, utilitzen una versió semblant del programa Great Books, un "tutorial" és una classe de 12 a 16 estudiants que es reuneixen periòdicament amb la guia d'un tutor.
El tutorial se centra en un tema determinat (per exemple, un tutorial de matemàtiques, un tutorial d'idiomes) i, en general procedeix a la lectura atenta dels texts primaris seleccionats i a treballar a través d'exercicis associats (per exemple, el que demostra una prova d'Euclides o la traducció de la poesia antiga grega). Des que les conferències formals no tenen un paper important en el currículum del St John College, el tutorial és el mètode principal pel qual s'estudien certs temes. No obstant això, la guia d'aprenentatge de St John College es considera complementària d'un seminari, en què un grup una mica més gran d'estudiants es reuneix amb dos tutors per a una discussió més àmplia dels textos concrets a la llista de seminari.
Algunes universitats nord-americanes, com el Williams College a Williamstown, Massachusetts, ofereixen tutorials gairebé idèntiques en estructura a la dels tutorials d'Oxbridge. Al Williams College, els estudiants solen treballar en parelles amb un professor i es reuneixen, alternativament, per presentacions setmanals posicionant-se amb un tema o per fer crítiques de la presentació de la seva parella.

### Escoles Tutorial
També hi ha escoles especialitzades per a la tutoria com Kumon i EduHub. Aquestes programes complementaris d'aprenentatge són especialment populars a Àsia.

## Tutorials d'Internet
Els tutorials informàtics d'Internet poden presentar-se en forma d'una gravació de la pantalla (screencast, un document escrit (ja sigui en línia o descarregables), d'un tutorial interactiu, o d'un arxiu d'àudio, en el qual una persona dona instruccions pas a pas sobre com fer alguna cosa.
Els tutorials generalment tenen les següents característiques:
- Una presentació de visió general que explica i mostra a l'usuari la interfície d'usuari
- Una demostració d'un procés, utilitzant exemples per mostrar com s'ha completat un procés de flux de treball o, sovint dividit en mòduls o seccions discretes.
- Alguns mètodes de revisió que reforça o prova comprensió dels continguts en el mòdul o secció corresponent.
- Una transició als mòduls o seccions addicionals que es basa en les instruccions ja previstos. Els tutorials poden ser lineals o de ramificació.

## Tutorials basats en ordinador
A l'ensenyament basat en ordinadors, un tutorial és un programa informàtic amb el propòsit d'ajudar els usuaris a aprendre a utilitzar parts d'un producte d'un programari, una aplicació, la interfície del sistema operatiu, eines de programació, o un vídeo joc. El terme Tutorial s'utilitza molt a Internet, ja existeixen molts llocs web que ofereixen tutorials.
Hi ha 3 tipus de tutorials per l'ordinador: 
1. Tutorials en vídeo, on l'usuari veu com es fa.
2. Tutorials interactius, on l'usuari segueix les instruccions que apareixen en pantalla, amb la qual cosa l'usuari fa els exercicis tutorials i rep retroalimentació en funció de la seva o les seves accions.
3. Seminaris web, on els usuaris participen en xerrades en temps real, tutories en línia, o tallers de forma remota mitjançant una conferència web.